# 정서 (고려)
정서(鄭敍, ? ~ ?)는 고려 인종 때의 문인이다. 본관은 동래, 아명은 사문(嗣文), 호는 과정(瓜亭)이다.
고려사에 입전된 문안공 정항(鄭沆)과 개성 왕씨의 사이의 장남으로 태어났으며 음서로 관직을 시작하여 내시원 내직(內直)이 된 뒤 내시낭중까지 올랐다.
인종의 왕비인 공예태후의 여동생이 바로 그의 아내인 관계로 인종과는 동서간이 된다. 글과 그림이 뛰어나 인종의 신임을 받았다.
1151년 의종 때 문관인 내시원 내직과 환관인 액정국 내료간의 권력다툼으로 인해 대령후 사건이 발생하자 내료의 거두인 정함·김존중 등의 모함으로 동래에 유배되어 그곳에서 연군의 정을 읊은 <정과정>을 지어 유명하다.
그러나 조정내 문관계인 내직세력이 약화되어 점차 환관계인 액정국 내료세력이 권력을 독점하면서 환관세력의 거두격인 내전숭반(內殿崇班) 정함이 문관세력인 내직세력의 힘을 완전히 약화시키려는 음모로 인해 다시 거제도로 귀양지를 옮겨야 했다.
1170년 명종 때 죄가 풀리어 다시 등용되었다.

## 참고 자료
- 『고려사』 권97, 「열전」10, 정서
- 『고려사』 권71, 「지」25, [악]2, 속악, 정과정